# لي جونج هيو
لي جونج هيو (23 يوليو 1975 بكوريا الجنوبية - ) هو لاعب كرة قدم كوري جنوبي في مركز الدفاع. لعب مع نادي بوسان أي بارك.

## وصلات خارجية
- لي جونج هيو على موقع دوري كوريا الجنوبية (الإنجليزية)
- لي جونج هيو على موقع قاعدة بيانات كرة القدم.إي يو (الإنجليزية)
- لي جونج هيو على موقع Soccerway.com (الإنجليزية)